# 中立保加利亚
中立保加利亚（羅馬化：Neutralna Balgarija）是保加利亚的一个政党联盟，为参加2023年保加利亚议会选举而成立。该联盟成员支持俄罗斯联邦和俄罗斯总统弗拉基米尔·普京，同时反对北约。

## 成员
- 保加利亚共产党 (1996年)
- 保加利亚共产党 (1990年)
- 保加利亚共产党人党
- 争取祖国复兴亲俄派（英语：Russophiles for the Revival of the Fatherland）

## 前成员
- 攻击（英语：Attack (political party)）